# Łukasz Broź
Łukasz Broź, né le 17 décembre 1985 à Giżycko, est un footballeur international polonais. Il évolue actuellement au poste de défenseur au Legia Varsovie, club de première division polonaise. Son frère Mateusz est également footballeur, et joue au Widzew Łódź.

## Biographie

### Débute chez les pros au Widzew Łódź
À l'été 2006, Łukasz Broź est transféré au Widzew Łódź, tout juste promu en première division. Le 18 août, il joue son premier match de championnat contre le Górnik Zabrze. À Łódź, Broź gagne petit à petit une place de titulaire, jouant vingt-et-une rencontres toutes compétitions confondues. La saison 2007-2008 est assez similaire au niveau des statistiques, mais pas au classement puisque le Widzew termine avant-dernier et est relégué en deuxième division.
À la lutte pour remonter, Łukasz Broź et son club obtiennent la promotion sur le terrain dès la première année en D2, mais elle est annulée par la fédération en raison de l'implication du Widzew dans une affaire de corruption. De nouveau premier lors de la saison 2009-2010, le club remonte en première division. Sur ces deux saisons, Broź totalise soixante matches de I liga.
De retour dans l'élite, il garde sa place de leader de la défense, et devient même capitaine de l'équipe en juillet 2011. Le Widzew, qui se bat pour ne pas descendre chaque saison, doit faire sans son capitaine, victime d'une rupture des ligaments du genou, une grande partie de la saison 2011-2012. De retour sur les terrains, Łukasz Broź devient le meilleur buteur du club lors de la saison 2012-2013, alors qu'il joue au poste de défenseur latéral. Il attire ainsi l'œil du sélectionneur, qui le convoque pour un stage en Turquie en décembre 2012, et le fait jouer un match non officiel avec la Reprezentacja, composée uniquement de joueurs « locaux », contre la Macédoine.

### Découvre le haut niveau avec le Legia Varsovie
Le 20 juin 2013, Łukasz Broź résilie par consentement mutuel son contrat avec le Widzew Łódź. Un jour plus tard, il est présenté comme étant un nouveau joueur du Legia Varsovie, champion de Pologne en titre. Même s'il ne participe pratiquement pas à la campagne européenne du club, Broź est utilisé régulièrement en championnat, qu'il remporte en fin de saison. Il dispute ainsi vingt-quatre matches d'Ekstraklasa.
La saison 2014-2015 est totalement différente, puisque le Polonais partage son poste en championnat avec Bartosz Bereszyński mais ne manque aucune minute des quatorze rencontres du Legia en Ligue des champions puis en Ligue Europa. Performant sur les pelouses européennes, Broź porte pour la première fois, officiellement, le maillot de la sélection polonaise lors d'un match amical contre la Suisse le 18 novembre 2014.

## Statistiques
| Saison                | Club                  | Championnat           | Championnat | Championnat | Coupe(s) nationale(s) | Coupe(s) nationale(s) | Compétition(s) continentale(s) | Compétition(s) continentale(s) | Compétition(s) continentale(s) | Pologne | Pologne | Total | Total |
| Saison                | Club                  | Division              | M.          | B.          | M.                    | B.                    | Comp.                          | M.                             | B.                             | M.      | B.      | M.    | B.    |
| 2006-2007             | Widzew Łódź           | I liga                | 17          | 0           | 4                     | 0                     | -                              | -                              | -                              | -       | -       | 21    | 0     |
| 2007-2008             | Widzew Łódź           | I liga                | 21          | 0           | 2                     | 0                     | -                              | -                              | -                              | -       | -       | 23    | 0     |
| 2008-2009             | Widzew Łódź           | I liga                | 29          | 0           | 1                     | 0                     | -                              | -                              | -                              | -       | -       | 30    | 0     |
| 2009-2010             | Widzew Łódź           | I liga                | 31          | 1           | 2                     | 0                     | -                              | -                              | -                              | -       | -       | 33    | 1     |
| 2010-2011             | Widzew Łódź           | Ekstraklasa           | 29          | 1           | 2                     | 0                     | -                              | -                              | -                              | -       | -       | 31    | 1     |
| 2011-2012             | Widzew Łódź           | Ekstraklasa           | 18          | 1           | 0                     | 0                     | -                              | -                              | -                              | -       | -       | 18    | 1     |
| 2012-2013             | Widzew Łódź           | Ekstraklasa           | 28          | 8           | 1                     | 0                     | -                              | -                              | -                              | -       | -       | 29    | 8     |
| Sous-total            | Sous-total            | Sous-total            | 173         | 11          | 12                    | 0                     | -                              | -                              | -                              | -       | -       | 185   | 11    |
| 2013-2014             | Legia Varsovie        | Ekstraklasa           | 24          | 0           | 1                     | 0                     | C1+C3                          | 3                              | 0                              | -       | -       | 28    | 0     |
| 2014-2015             | Legia Varsovie        | Ekstraklasa           | 15          | 0           | 4                     | 1                     | C1+C3                          | 14                             | 0                              | 1       | 0       | 34    | 1     |
| Sous-total            | Sous-total            | Sous-total            | 39          | 0           | 5                     | 1                     | -                              | 17                             | 0                              | 1       | 0       | 62    | 1     |
| Total sur la carrière | Total sur la carrière | Total sur la carrière | 212         | 11          | 17                    | 1                     | -                              | 17                             | 0                              | 1       | 0       | 247   | 12    |

## Palmarès
- Champion de Pologne de deuxième division en 2009 et 2010 avec le Widzew Łódź
- Champion de Pologne en 2014, 2016 et 2017 avec le Legia Varsovie
- Coupe de Pologne : 2015